# Karasjok
Pour les articles homonymes, voir Kárášjohka.
Karasjok (Kárášjohka en same du Nord) est une localité et une commune du nord de la Norvège, située dans le comté de Finnmark.

## Géographie
La municipalité se trouve sur le cours supérieur du bassin de la rivière Deatnu / Tana, et ses affluents Anárjohka (Inarijoki) et Karasjohka, et inclut des parties importantes du plateau du Finnmarksvidda. Dans ces confins septentrionaux de la Norvège, le climat est plus continental. Karasjok a enregistré la température le plus basse de Norvège : -51,4C le 1er janvier 1886. Ce record fut cependant approché lors d'une vague de froid en janvier 1999, avec -51,2 °C, et un officieux -52 °C. 
À Karigasniemi se trouve un poste de la frontière entre la Norvège et la Finlande, et la route européenne E6 y passe en son trajet de Lakselv à Tana. L'aéroport le plus proche est Lakselv.

### Démographie
80 % de la population parle le same, qui a un statut égal au norvégien dans la commune. 
La plupart des habitants vivent dans la localité de Karasjok village, qui est par ailleurs le siège du Samediggi, le parlement Saami (lapon) en Norvège, ainsi que le centre culturel de cette communauté.

### Climat
| Mois                                  | jan.       | fév.       | mars       | avril      | mai        | juin      | jui.      | août      | sep.      | oct.      | nov.     | déc.       | année      |
| ------------------------------------- | ---------- | ---------- | ---------- | ---------- | ---------- | --------- | --------- | --------- | --------- | --------- | -------- | ---------- | ---------- |
| Température minimale moyenne (°C)     | −20,9      | −19,4      | −14,3      | −5,8       | 0,5        | 5,6       | 9         | 6,7       | 2,3       | −3,9      | −12      | −17,1      | −5,77      |
| Température moyenne (°C)              | −15,4      | −13,9      | −8,3       | −1,1       | 5,2        | 10,4      | 14,2      | 11,7      | 6,8       | −0,6      | −7,9     | −11,8      | −0,89      |
| Température maximale moyenne (°C)     | −9,8       | −8,4       | −2,2       | 3,6        | 9,8        | 15,1      | 19,3      | 16,6      | 11,2      | 2,7       | −3,7     | −6,4       | 3,98       |
| Record de froid (°C) date du record   | −51,2 1999 | −43,5 1998 | −39,6 1987 | −32,8 1991 | −17,2 1995 | −2,6 1998 | −4 1983   | −5,4 1986 | −11 1986  | −28 1992  | −35 2010 | −43,6 1995 | −51,4 1886 |
| Record de chaleur (°C) date du record | 7,2 2006   | 12,4 1986  | 8,9 2007   | 13,6 2016  | 30,5 2013  | 29,8 2013 | 31,7 2018 | 29,9 2007 | 23,8 2000 | 14,8 2010 | 6,5 1988 | 7,8 1984   | 32,4 1914  |
| Précipitations (mm)                   | 26,1       | 22,3       | 19,7       | 19,7       | 34,4       | 51,1      | 72,8      | 54,7      | 38,4      | 31,4      | 26,9     | 32,3       | 429,8      |
| dont neige (cm)                       | 45         | 53         | 56         | 53         | 13         | 0         | 0         | 0         | 0         | 8         | 22       | 35         | 285        |
| Nombre de jours avec précipitations   | 8          | 7,8        | 7,3        | 6,6        | 6,5        | 9,5       | 8,9       | 8,6       | 7,6       | 7,7       | 7,6      | 9          | 95,1       |

| Diagramme climatique                                  |               |               |             |            |             |           |             |             |             |             |               |
| J                                                     | F             | M             | A           | M          | J           | J         | A           | S           | O           | N           | D             |
| −9,8−20,926,1                                         | −8,4−19,422,3 | −2,2−14,319,7 | 3,6−5,819,7 | 9,80,534,4 | 15,15,651,1 | 19,3972,8 | 16,66,754,7 | 11,22,338,4 | 2,7−3,931,4 | −3,7−1226,9 | −6,4−17,132,3 |
| Moyennes : • Temp. maxi et mini °C • Précipitation mm |               |               |             |            |             |           |             |             |             |             |               |

## Administration et politique
Karasjok est dotée d'un conseil municipal de dix-neuf membres élus tous les quatre ans au système proportionnel. Un maire est élu par les membres du conseil municipal.

### Conseil municipal
| Election | SV | Ap | Listes locales | Sp | V | KrF | H | Total |
| -------- | -- | -- | -------------- | -- | - | --- | - | ----- |
| 1979     | 0  | 8  | 6              | 1  | 0 | 1   | 3 | 19    |
| 1983     | 0  | 10 | 6              | 0  | 1 | 2   | 0 | 19    |
| 1987     | 0  | 9  | 7              | 1  | 1 | 1   | 0 | 19    |
| 1991     | 3  | 7  | 6              | 0  | 2 | 1   | 0 | 19    |
| 1995     | 2  | 9  | 4              | 2  | 1 | 1   | 0 | 19    |
| 1999     | 0  | 8  | 7              | 1  | 1 | 2   | 0 | 19    |
| 2003     | 0  | 8  | 7              | 2  | 1 | 1   | 0 | 19    |
| 2007     | 0  | 7  | 7              | 3  | 1 | 1   | 0 | 19    |
| 2011     | 0  | 4  | 7              | 5  | 2 | 0   | 1 | 19    |
| 2015     | 0  | 7  | 4              | 6  | 0 | 1   | 1 | 19    |

### Liste des maires
- 1987-2011 : Kjell Harald Sæther, Parti travailliste (Ap).
- 2011-2015 : Anne Toril Eriksen Balto, Parti du centre (Sp).
- 2015- : Svein Atle Somby, Parti travailliste (Ap).

## Lieux notables
Les centres d'intérêt de la ville comprennent le Parlement sáme de Norvège : le Sámediggi, ainsi que le musée Same et l'église, datant de 1807. Le Samediggi fut inauguré en 1989 par le Roi Olav V, et le premier président fut Ole Henrik Magga, de Kautokeino (Il fut président pendant plus de huit ans). L'église de Karasjok est la plus vieille église luthérienne du Finnmark, et la seule construction qui échappa à la destruction de la ville pendant la guerre. Elle est cependant trop petite, et une église plus récente en bois, inspirée de l'architecture Same, a été construite. Karasjok est aussi un lieu de production de duodji, l'artisanat Same.

## Personnalités locales
- Maddji - Ex-footballeuse, pédiatre et musicienne.

## Économie
La société Knivsmed Strømeng spécialisée dans la fabrication de couteaux traditionnels Samis est implantée sur la commune.